# Valeriana celtica
Valeriana celtica L. è una pianta della famiglia delle Caprifoliacee, endemica delle Alpi.

## Distribuzione e habitat
È presente lungo tutto l'arco alpino (Francia, Italia, Svizzera e Austria).

## Usi
Sino agli anni trenta era largamente coltivata per l'esportazione in Asia per l'utilizzo in profumeria.